# Neues Rathaus Lindau (Bodensee)

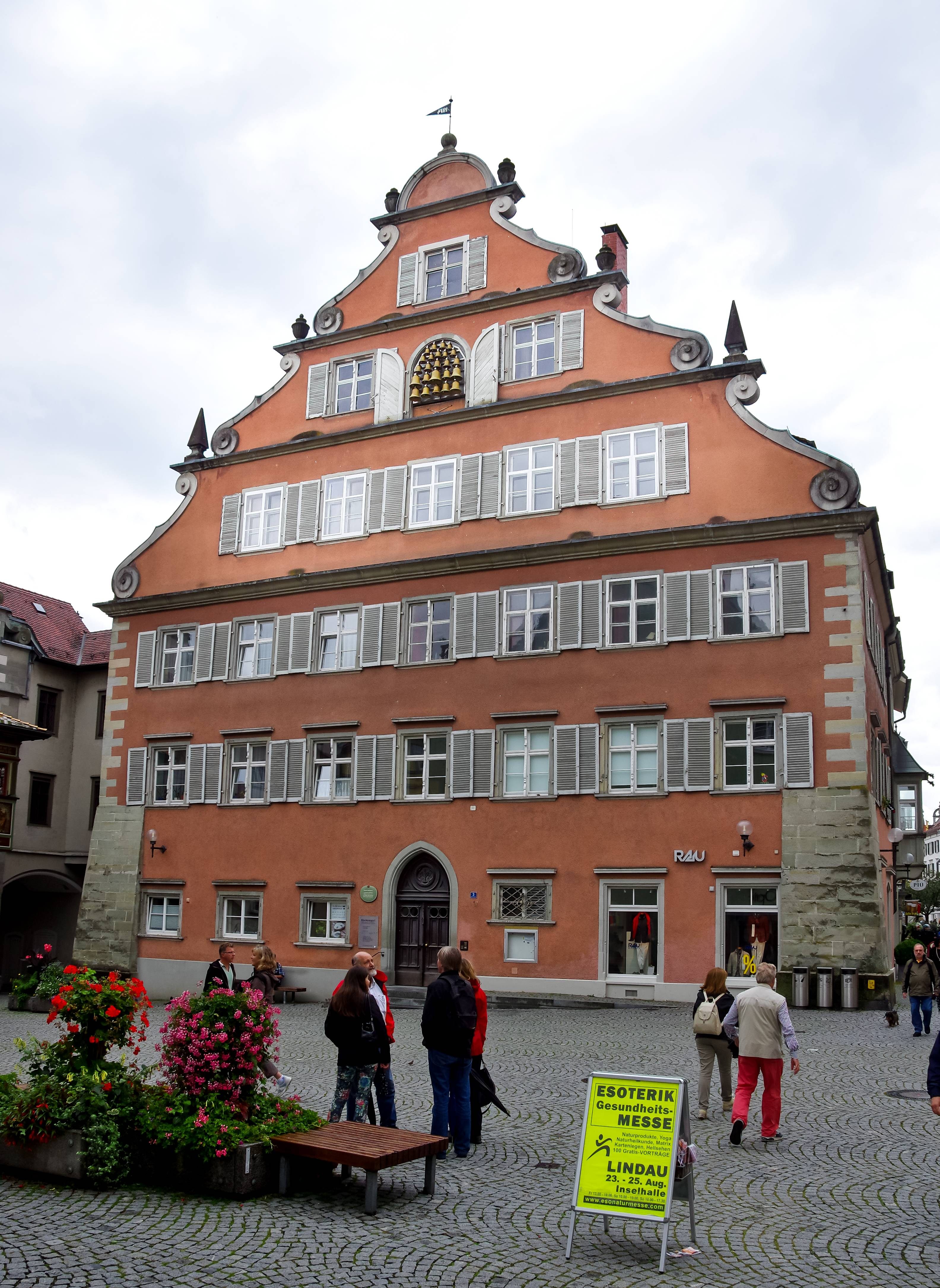
Neues Rathaus in Lindau

Das sogenannte Neue Rathaus in Lindau, einer Stadt im schwäbischen Landkreis Lindau (Bodensee) in Bayern, wurde von 1706 bis 1717 als Erweiterung des nebenstehenden Alten Rathauses errichtet.  

## Geschichte
Der barocke Bau übernahm ab 1806 ganz die Funktion als Rathaus. Er wurde 1885 angeblich von Friedrich von Thiersch renoviert. Das ehemalige Rathaus am Bismarckplatz 3 ist ein geschütztes Baudenkmal (Nummer D-7-76-116-44).
Das dreigeschossige Eckhaus hat einen dreistöckigen Volutengiebel mit Obelisken und Vasenaufsätzen. Der Giebel wurde um 1925 erneuert. Es besitzt ein Glockenspiel, welches täglich um Viertel vor 12 erklingt. Seit 2015 ist es ein reines Wohn- und Geschäftshaus.